# Notoryctes typhlops
El itjaritjari, topo marsupial meridional australiano o del sur (Notoryctes typhlops) es una especie de marsupial notoricteromorfo de la familia Notoryctidae que habita en las regiones desérticas de Australia Meridional, Australia Occidental y Territorio del Norte (Australia).

## Características
Habita en el subsuelo de las zonas desérticas del centro de Australia. Con cuerpo cilíndrico pesan poco más de 60 g y miden entre 9 y 19 cm, posee cola corta y troncocónica.
En cuanto a las extremidades, tienen las patas delanteras muy modificadas con las cinco uñas en forma de pala adaptadas al uso que estos mamíferos les dan (ir tirando la arena hacia atrás mientras caminan) y las traseras más pequeñas. 
Los ojos son residuales ocultos tras el pelo, no poseen oído externo, tiene una masa ósea en el hocico. Las hembras poseen la abertura del marsupio dirigida hacia atrás para que no entre arena. 
El pelo abundante por todo el cuerpo, excepto el morro y la cola, es sedoso e iridiscente teñido de rosáceo o rojizo por el suelo rico en óxido de hierro.

## Dieta
Se alimenta de insectos excavadores y pequeños reptiles que encuentra en las arenas australianas.

## Estado de conservación y amenazas
Aunque la UICN considere al topo marsupial del sur como de preocupación menor, la población se ve amenazada con la introducción de especies invasoras como los gatos domésticos (felis catus) y el zorro rojo (vulpes vulpes) sin embargo su población se encuentra estable